# At-Tawba

At-Tawba på arabiska.

At-Tawbah (arabiska: سورة التوبة, Sūratu at-Tawbah, ”Ånger”), också känd som al-Bara'ah (arabiska: براءة, Barāʾah, ”Ultimatum”), är den nionde suran i Koranen. Den är en av de sista medinska surorna, och det är den enda suran i Koranen som inte börjar med basmalan.
Traditionen säger att den skrevs i samband med Muhammeds expedition till Tabuk omkring år 630 (9 AH) och att den kan syfta på omständigheter kring denna.

## Surans femte vers
Vers nummer fem i at-Tawbah har ibland kallats ”Svärdets ayah” (”Svärdversen”) och är en av de mest omdiskuterade verserna i Koranen med olika tolkningar av dess innebörd. Versen förmedlades i Mecka av Ali samtidigt som Muhammed var i Medina.
| ”             | När de helgade månaderna gått till ända skall ni döda avgudadyrkarna, var ni än träffar på dem; tag dem till fånga och omringa dem och lägg er i försåt för dem. Men om de visar ånger och [villighet att] förrätta bönen och betala allmoseskatten, lämna dem då i fred – Gud är ständigt förlåtande, barmhärtig. | „ |
| – Koranen 9:5 | |   |

### Tolkning av versen
Jihadisterna citerar endast en del av versen och utelämnar den påföljande versen i samma sura. I 9:6, heter det ”Om någon bland avgudadyrkarna söker skydd hos dig, ge honom då ditt beskydd, så att han får höra Guds ord; för honom sedan till en plats där han är i trygghet. De är nämligen människor som inte vet [vad islam innebär]”. Utelämnandet av text gör att sammanhanget förskjuter tolkningsmöjligheterna, bort från det perspektiv författarna vill att mottagarna skall anamma (”om de [avgudadyrkarna] visar ånger, lämna dem då i fred”).
Muhammad Asad skriver i sin kommenterade koranöversättning (1964–1980) att versen bör läsas i sin kontext och inte syftar  på villkorslös krigföring i största allmänhet. Asad tolkar versen som att gälla en specifik situation i ett redan pågående krig mot en grupp människor som gjort skyldiga till fördragsbrott och aggression under tiden för fälttåget från Medina till Tabûk.
I en mera bokstavstrogen tolkning ses versen som en uppmaning att använda fysiskt våld mot ”otrogna”, alltså mot icke-muslimer och ibland också mot andra riktningar av islam exempelvis ahmadiyya och ismailiter.[källa behövs]

## Se vidare
- Jihad
- Jizya
- Dhimmi
- Islamiska expansionen
- Islamism